# Volkskultur Niederösterreich
Die Volkskultur Niederösterreich GmbH ist eine gemeinnützige GmbH im Bereich regionaler Kulturarbeit im Land Niederösterreich.

## Geschichte
1904 entstand der Verein Niederösterreichisches Volksliedwerk zur Sammlung und Dokumentation von Volksliedern, Volksmusik, Volkstanz, Märchen, Sagen und Volksschauspiel. Das aufgezeichnete Material ist Bestandteil des niederösterreichischen Volksliedarchivs. 1956 wurde der Verband für regionale Kulturarbeit in Niederösterreich gegründet. Ziele dieses Verbands waren Pflege, Förderung und Erhaltung von Volkskunst und Volkskultur. 1998 wurde die gemeinnützige Volkskultur Niederösterreich GmbH gegründet mit beiden Verbänden als Gesellschafter. In den folgenden Jahren traten weitere Aufgaben hinzu: Die Volkskultur Niederösterreich wurde mit der finanzielle und administrative Abwicklung der Fördermittelvergabe für das Land Niederösterreich in den Bereichen Musikschulwesen, Volkskultur, Museen und Sammlungen betraut und führte die  Aufgaben wie Beratung und Kulturvermittlung, die Durchführung von Konzerten, Festivals und sonstigen Veranstaltungen, die Herausgabe von Publikationen und Tonträgern weiter. 2007 wurden durch die Gründung der Kultur.Region.Niederösterreich Aufgaben an diese Holding bzw. deren Töchterunternehmen abgegeben.

## Aufgaben und Ziele
Die Volkskultur Niederösterreich ist in der direkten regionalen Kulturarbeit und Kulturvermittlung tätig.

### Kulturvermittlung
Durch Beratung, Weiterbildung sowie Forschung und Dokumentation werden Aspekte traditioneller Volkskultur bearbeitet.
- Beratung und Service in volkskulturellen Belangen
- Organisation von Veranstaltungen und Schulungen
- Führung des NÖ Volksliedarchivs in St. Pölten
- Produktion und Herausgabe Publikationen und Tonträger
- Durchführung von Projekten mit Vereinen, Kulturinitiativen, Einzelpersonen, Unternehmen, Gemeinden oder Schulen

### Veranstaltungen
Die Volkskultur Niederösterreich ist der größte Veranstalter im Bundesland Niederösterreich. Sie tritt als Veranstalter von Festivals wie das Volksmusikfestival aufhOHRchen oder Veranstaltungsreihen wie g´sungen und g´spielt mit traditioneller Volksmusik. Die Kremser Kamingespräche laden Experten aus Kultur, Wirtschaft und Politik zu Podiumsdiskussionen. Wöchentlich werden Radiosendungen in Radio Niederösterreich gestaltet.
Der Veranstaltungsbetrieb ist in der Genuss und Tradition Gastro und Event GmbH operationalisiert. Diese betreibt das Handelsgewerbe im „volkskultur – Handwerk der Regionen“ und die Gastronomie am Brandlhof Radlbrunn.

### Haus der Regionen
Die Idee des Programm im Haus der Regionen in Krems-Stein ist die Präsentation der europäischen Regionen und ihrer Regionalkultur im Rahmen eines künstlerischen Programms. Jährlich werden im Haus der Regionen vier europäische Regionen präsentiert. Das inhaltliche Konzept der Veranstaltungen im Haus der Regionen beruht auf den Säulen:
- Musik, Tanz und Literatur aus den europäischen Regionen
- Volkskunst aus den europäischen Regionen
- Essen und Trinken aus den europäischen Regionen